# Tempel des Hercules Victor (Rom)

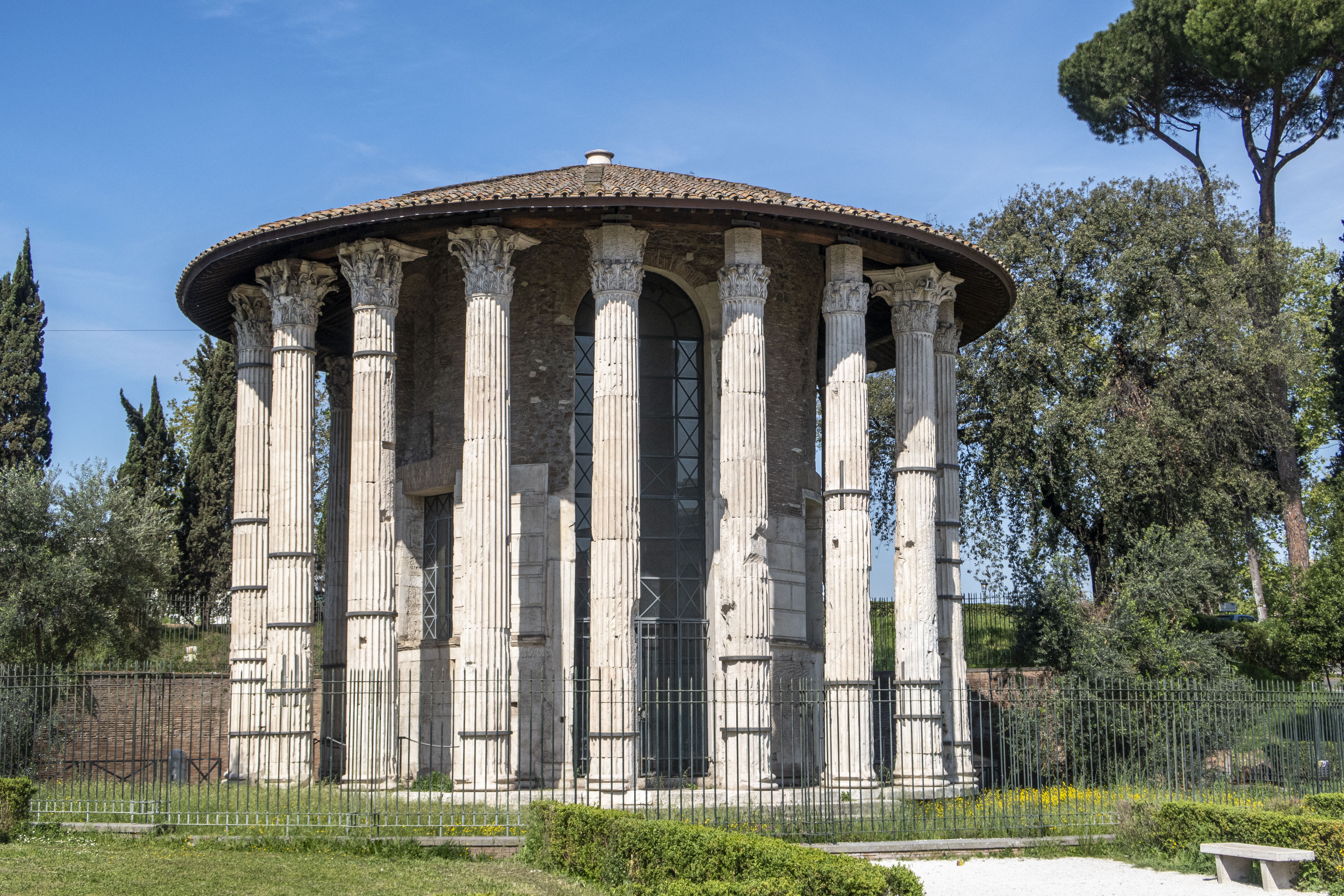
Tempel des Hercules Victor in Rom

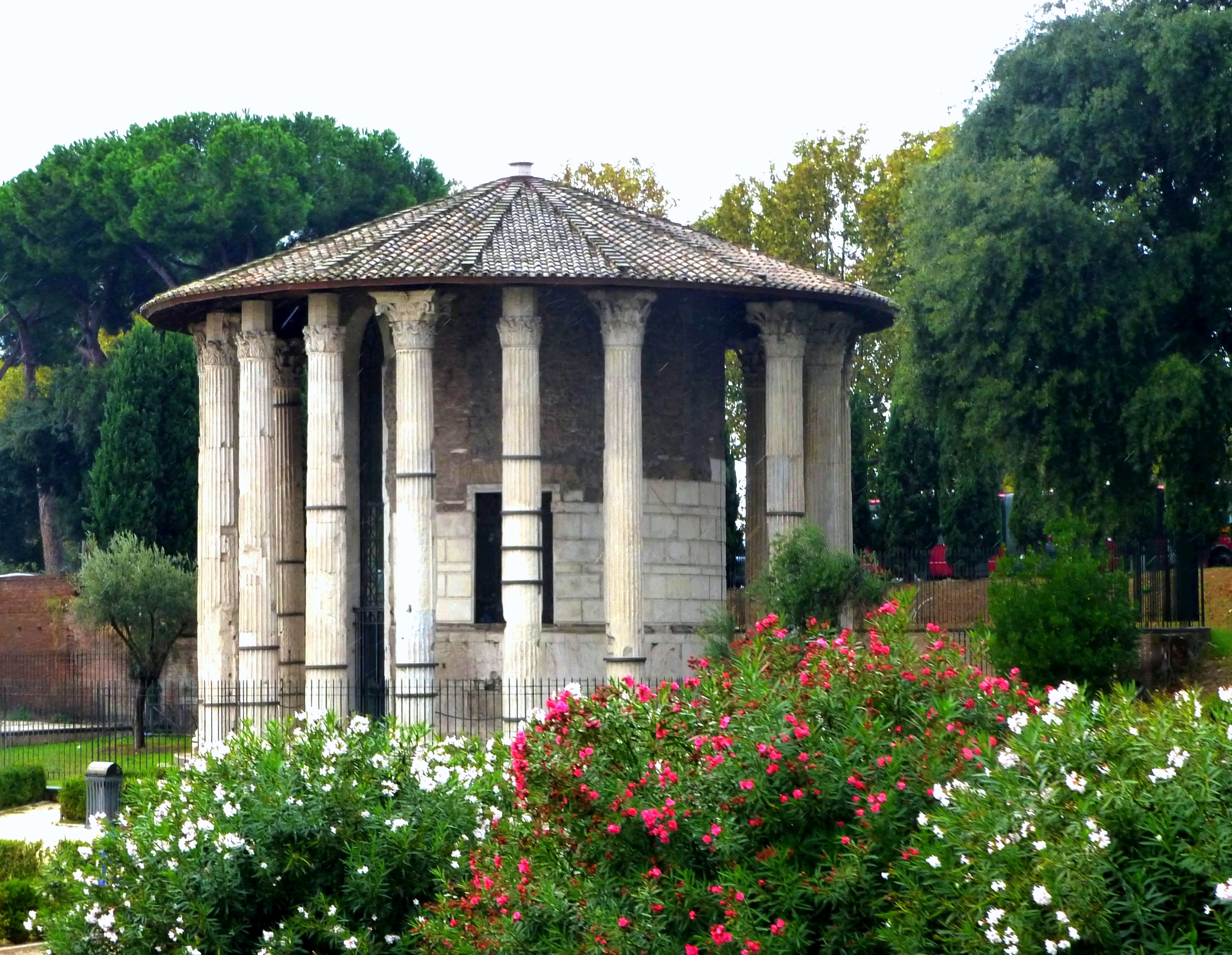
Fehlende Säule an der Nordseite

Grundriss des Tempels

Der Tempel des Hercules Victor („siegreicher Herkules“; zuweilen auch Hercules Olivarius genannt), zutreffender wäre es, von Rundtempel am Tiber oder Rundtempel am Forum Boarium zu sprechen, ist ein antiker Tempel im Forum Boarium in Rom. Der runde, allseitig von Säulen umstandene Tempel ist der älteste in Rom erhaltene Marmorbau.
Die Ähnlichkeit mit den Resten des Tempels der Vesta auf dem Forum Romanum verleitete früher zu der Annahme, dass es sich auch hier um ein Heiligtum der Vesta gehandelt habe. Doch die Zuschreibung zu Herkules, der in Rom hoch verehrt wurde, ist mittlerweile gesichert. Eine fragmentarische Inschrift auf einer Statuenbasis nennt Hercules Olivarius. 
Dieser Beiname kann daher rühren, dass der Bauherr – ein reicher Kaufmann namens Marcus Octavius Herrenus – möglicherweise mit Öl gehandelt hat. 
Erbaut um 120 v. Chr., hat der Tempel einen Durchmesser von 14,8 Metern und besteht aus einem zentralen, kreisrunden Kultraum (Cella), der von 19 über zehn Meter hohen Säulen umstanden ist (eine Säule fehlt; sie diente vielleicht als Spolie in einem anderen Bau). Die Kapitelle sind korinthisch, die Basen aus Tuffstein.
Diese Säulen trugen ursprünglich einen Architrav. Dieser ist ebenso wenig wie das originale Dach erhalten. Die Wände und die Säulen stammen jedoch noch aus der Erbauungszeit; sie bilden das älteste erhaltene Gebäude aus Marmor in Rom.
Im Jahr 1132 wurde der Tempel in eine dem heiligen Stephanus geweihte Kirche umgewandelt und dadurch erhalten. Sie diente vielen Baumeistern der Renaissance als Inspiration. Im 17. Jahrhundert wurde sie zu Santa Maria del Sole umgewidmet.